# Tomari (Okinawa)
Tomari (泊?) es un vecindario en  Naha, Prefectura de Okinawa, Japón, donde se encuentra donde se encuentra la Terminal de Tomari del puerto de Naha. La terminal se utiliza para barcos y buques de pasajeros que conectan Naha con las islas vecinas.  Archivado el 8 de febrero de 2012 en Wayback Machine.

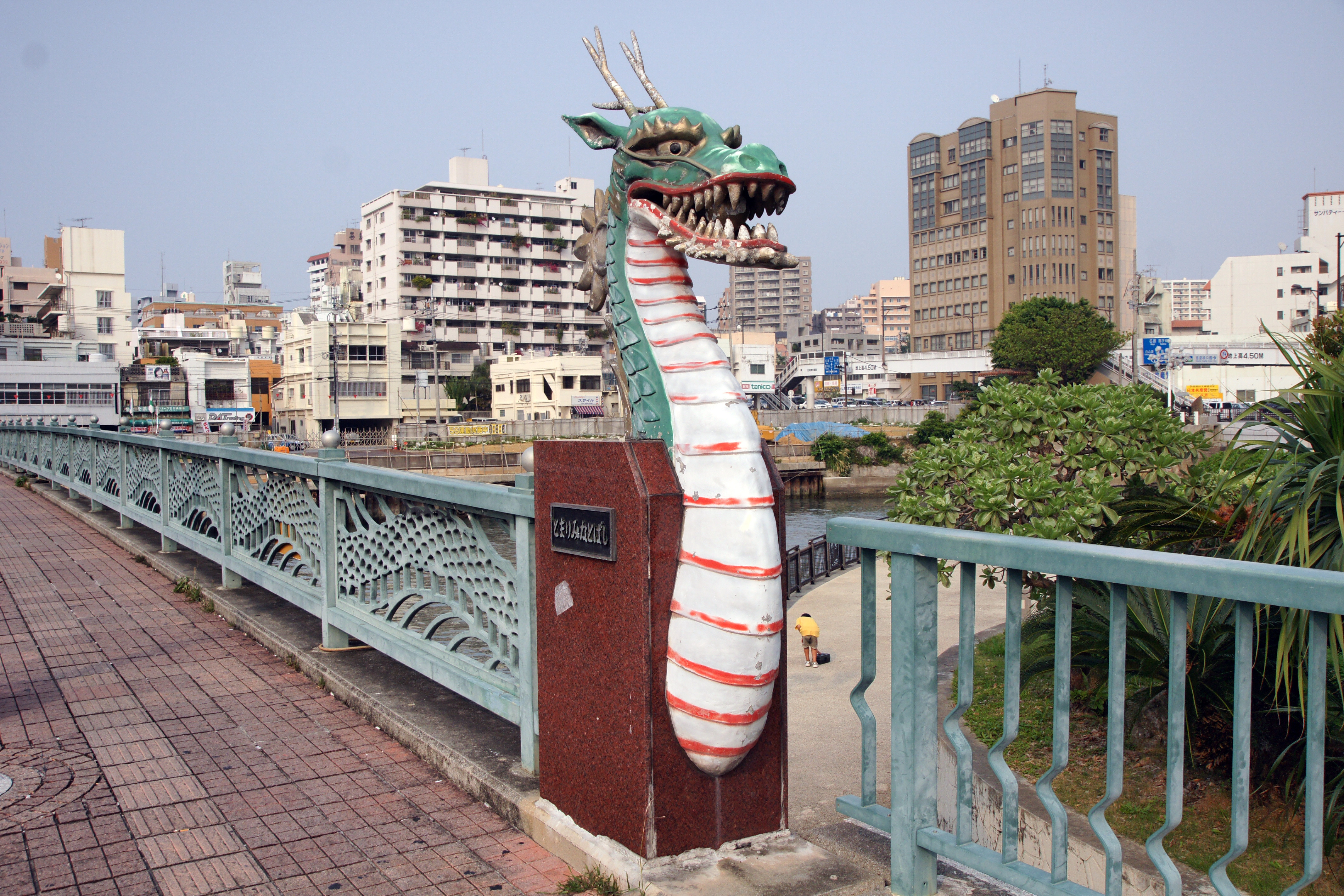
Muelle de Tomari en el puerto de Naha

Antes de que se estableciera la moderna ciudad de Naha, Tomari era un  magiri , un tipo de municipio. Tomari sirvió como el puerto principal para los barcos de Ryukyuan que viajan dentro de las Islas Ryūkyū para realizar la carga y descarga de su cargamento. Los tributo recibidos de Amami Ōshima fueron manejados por los funcionarios locales en Tomari.
Tomari-te, un estilo de karate, se originó en Tomari. Kyan Chōtoku y Chōki Motobu practicaron este estilo de karate de Okinawa.